# 784
784 (DCCLXXXIV) fue un año bisiesto comenzado en jueves del calendario juliano, en vigor en aquella fecha.

## Acontecimientos
- Fundación de Cuenca (España).
- Reinando Mauregato de Asturias se celebra el Concilio de Sevilla, donde se inicia la línea adopcionista propugnada por Elipando, obispo de Toledo, y Félix de Urgel.
- Iniciación de la construcción de la mezquita de Córdoba.